# Telecadira
Un telecadira, o telesella és un remuntador que conté una sèrie de seients (cadires) penjats a un cable tractor que circula a velocitat fixa i és aguantat per diverses pilones.
L'alçada del cable respecte al nivell de la neu és almenys el que cal perquè un esquiador pugui passar per sota de les cadires sense haver de témer tocar amb el cap els esquís de la gent que és asseguda a la cadira (i que en general porten els esquís posats). Només prop de les estacions de base i final de trajecte, el cable circula prop del terra, de manera que els culs de les cadires romanguin a l'alçada dels genolls dels esquiadors, que així podran pujar-ne i baixar-ne amb facilitat.
Per a evitar que, un cop asseguts, els esquiadors caiguin de la cadira, aquesta disposa sovint d'un element de seguretat que ho impedeix (antigament una cadena que cadascú havia de lligar als laterals, actualment una barra que s'abaixa i que sovint duu incorporada uns suports per als peus). El nombre de possibles ocupants per cadira és d'entre una i vuit, però en les més freqüents avui són de 4 i 6 persones. Per tal de suavitzar l'impacte de condicions meteorològiques adverses, a vegades s'instal·la en les cadires una mena de carcassa transparent abatible voluntàriament (així com una protecció de seguretat) que tapa el cos dels ocupants (però no els peus, que segueixen a la intempèrie). Són el que se'n diu teleseients cabinats.

## Embragatge i doble embarcament

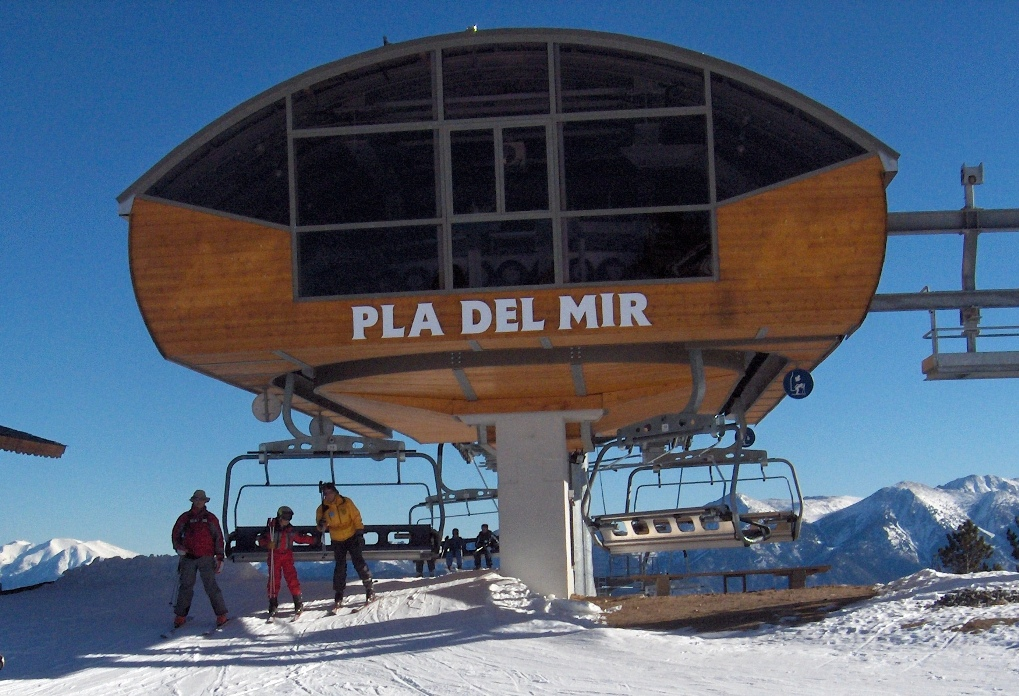
Arribada d'un telecadira desembragable als Angles, Capcir.

El nombre de cadires que hi ha penjades al cable és constant, ara bé, aquestes no hi són enganxades sempre. En funció d'aquest fet distingim dos tipus de telecadira:
- No desembragable: Les cadires van sempre enganxades al cable. La velocitat d'aquest resta limitada a poc més de 2 m/s, que és el que permet als esquiadors que en pujar-ne no rebin un cop massa gran i que en baixar-ne no surtin amb massa velocitat.
- Desembragable: Les cadires se separen del cable en arribar a les estacions superior i inferior, on adopten una velocitat més lenta. Així, el cable pot circular a una velocitat major alhora que la gent pot pujar i baixar de les cadires més còmodament. La velocitat del cable hi és típicament de 5 m/s.

Per tal d'augmentar la densitat de cadires en el cable, s'ha inventat el sistema de doble embarcament, que consisteix a fer circular les cadires que arriben a la base del remuntador per dos camins diferents alternativament (de manera que la gent tingui més temps per a entrar-hi), tornant-se a posar l'una darrera l'altra en reenganxar-se al cable. El sistema no s'aplica a l'estació superior perquè s'ha vist que el que limitava el rendiment del remuntador era el temps mínim que la gent necessita per a asseure's i acomodar-se a la cadira (vegeu abaixar-ne la protecció, etc.), no per a sortir-ne.

## Evolució històrica

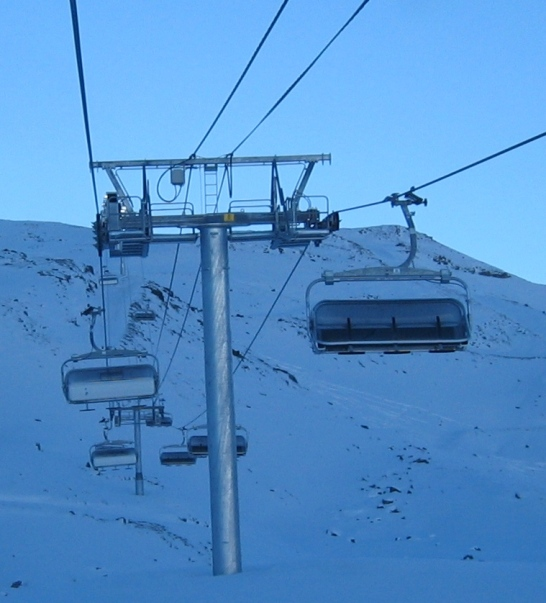
Telecadira desembragable cabinat a les Menuires, Savoia.

Malgrat existir des de gairebé l'engegada de les estacions d'esquí, les telecadires foren durant molts anys arraconades com a remuntador predominant pel telesquí, en comparació amb el qual són generalment més cars i sensibles al vent. Darrerament però, la seva més gran capacitat així com el fet que, encara que demana tant o més espai (de muntanya) aquest no requereix un ús exclusiu (hi pot haver esquiadors a sota) els ha tendit a fer predominar. Fins fa uns anys semblava que la tendència a les grans estacions mundials era de reemplaçar els telecadires dels grans eixos de l'estació (molt de trànsit, i amb molt de desnivell i/o longitud) per altres remuntadors d'alta capacitat que no sotmetessin els esquiadors a les inclemències del temps, com ara telecabines, telefèrics o funiculars. Aquest procés però s'ha vist aturat per l'aparició dels telesetis cabinats, que permet una protecció suficient alhora que eviten als esquiadors la molèstia d'haver-se de treure els esquís a cada pujada (reduint-ne doncs, el temps total d'ús).
Darrerament s'han desenvolupat telecadires híbrids (amb els telecabines), on, per la seva línia, tant poden circular-hi cadires com cabines (evidentment han de ser desembragables). Aquests ginys es coneixen com a telemixs.